# Інститут спеціального зв'язку та захисту інформації НТУУ «КПІ»
ІСЗЗІ КПІ ім. Ігоря Сікорського є навчально-науковим структурним підрозділом КПІ ім. Ігоря Сікорського зі статусом навчального закладу Державної служби спеціального зв'язку та захисту інформації України (далі — Держспецзв'язку). Інститут здійснює освітню діяльність з підготовки, перепідготовки та підвищення кваліфікації начальницького та офіцерського складу з вищою освітою у сфері спеціального зв'язку та захисту інформації для потреб, насамперед, Держспецзв'язку, а також інших центральних органів виконавчої влади, військових формувань і правоохоронних органів, зокрема, Служби безпеки України, Служби зовнішньої розвідки України, Головного управління розвідки Міністерства оборони України та Управління державної охорони України. Крім того, починаючи з 2007 року в Інституті на підставі міжнародних договорів здійснюється підготовка кадрів в інтересах Комітету національної безпеки Республіки Казахстан.
На сьогодні до складу ІСЗЗІ КПІ ім. Ігоря Сікорського  входять п'ять спеціальних кафедр, науково-дослідний центр, шість курсантських навчальних підрозділів (курсів), Аспірантура та Докторантура очної та заочної форми навчання, відповідні відділи та служби, що забезпечують організацію освітньої та наукової діяльності.
Історія ІСЗЗІ КПІ ім. Ігоря Сікорського сягає липня 1969 року, коли згідно з Директивою Генерального Штабу Збройних Сил СРСР від 30 квітня 1969 року №орг/8/87246 у колишньому Київському вищому військовому інженерному двічі орденів Червоного прапору училищі зв'язку ім. М. І. Калініна (далі — КВВІДКУЗ) у складі кафедри № 10 «Техніки автоматичного засекречування зв'язку» була створена предметно-методична комісія техніки урядового зв'язку (далі — ПМК) та розпочалась підготовка інженерних кадрів для системи урядового зв'язку держави за замовленням колишнього Комітету державної безпеки при Раді Міністрів СРСР (далі — КДБ). Першим викладачем цієї ПМК був призначений інженер-майор Мороз В. А., а начальником спецлабораторії — інженер-капітан 3 рангу Черноусов А. О.
Після здобуття Україною незалежності відповідно до постанови Кабінету Міністрів України від 19 серпня 1992 року № 490 та враховуючи значний внесок кафедри № 10 та її ПМК з техніки урядового зв'язку у підготовку в державі фахівців з урядового зв'язку та захисту інформації при реформуванні КВВІДУЗ у Київський військовий інститут управління і зв'язку (далі — КВІУЗ) на базі кафедри № 10 і курсантських підрозділів факультету № 2 КВВІДКУЗ у серпні 1992 року був утворений факультет № 6 КВІУЗ, який ввійшов до своєї майже 10-річної історії під основною назвою «Безпеки інформації», хоча деякий час мав назви «Спеціального зв'язку», «Засекреченого зв'язку», а з 1 вересня по 31 грудня 2001 року — «Підготовки фахівців для Служби безпеки України».
У березні 2001 році Кабінетом Міністрів України постановою № 269 з метою подальшого вдосконалення підготовки офіцерських кадрів для Служби безпеки України одночасно зі створенням на базі КВІУЗ Військового інституту телекомунікацій та інформатизації (далі — ВІТІ НТУУ «КПІ») було прийняте рішення про створення у його складі спеціального факультету Служби безпеки України (далі — СБУ). Спеціальний факультет СБУ у складі ВІТІ НТУУ «КПІ» був утворений на базі факультету «Безпеки інформації» КВІУЗ і підпорядковувався Департаменту спеціальних телекомунікаційних систем і захисту інформації (далі — ДСТСЗІ) СБУ, що забезпечував його фінансове, матеріально-технічне та інші види забезпечення.
За досягнуті успіхи в підготовці кадрів для СБУ 1 березня 2003 року за рішенням Голови Служби безпеки України спеціальному факультету СБУ було вручено Службовий прапор як символ окремого навчального підрозділу Служби.
Наприкінці 2006 року відповідно до рішення Уряду та згідно з Законом України «Про Державну службу спеціального зв'язку та захисту інформації України» почалось реформування системи спеціального зв'язку та захисту інформації в державі. На базі відповідних підрозділів ДСТСЗІ СБУ почали створюватись нові структурні підрозділи Державної служби спеціального зв'язку та захисту інформації України (далі — Держспецзв'язку), яка була визначена законодавством як державний орган, призначений для забезпечення функціонування і розвитку державної системи урядового зв'язку, Національної системи конфіденційного зв'язку, захисту державних інформаційних ресурсів в інформаційних, телекомунікаційних та інформаційно-телекомунікаційних системах, криптографічного та технічного захисту інформації.
Одночасно із створенням Адміністрації, регіональних органів, територіальних підрозділів і установ Держспецзв'язку було прийнято рішення про створення в структурі нової Служби відомчого навчального закладу. Тому на виконання Розпорядження Кабінету Міністрів України від 27 грудня 2006 року № 658-р на базі спеціального факультету СБУ, який був ліквідований у структурі СБУ та ВІТІ НТУУ «КПІ», в межах загальної структури та чисельності особового складу Держспецзв'язку  був утворений Інститут спеціального зв'язку та захисту інформації Національного технічного університету «Київський політехнічний інститут» зі статусом навчального закладу Держспецзв'язку, що функціонує і утримується на фондах КПІ ім. Ігоря Сікорського за кошторисом і штатами Держспецзв'язку.
Наказом Адміністрації Держспецзв'язку від 26.06.2008 року № 105 «Про службові прапори органів, підрозділів, закладів та установ Державної служби спеціального зв'язку та захисту інформації України» затверджено службовий прапор ІСЗЗІ КПІ ім. Ігоря Сікорського.
Службовий прапор — світло-бордове прямокутне полотнище із вміщеним у крижі зображенням Державного Прапора України. У центрі вільної частини полотнища вміщено емблему Державної служби спеціального зв'язку та захисту інформації України (Держспецзв'язку України), в основі якої — прямий рівносторонній хрест волинського (козацького) типу із розбіжними кінцями білого кольору та золотих блискавок як міжнародного символу зв'язку, обрамлений синьої стрічкою з написом "Інституту спеціального зв'язку та захисту інформації Національного технічного університету України «Київський політехнічний інститут». Вільні сторони службового прапору прикрашено золотою бахромою.
До основи верхівки древка прикріплено подвійну синю стрічку з бантом. Стрічка містить напис «Інформації України — надійний захист» і орнамент із зображенням золотого дубового та калинового листя. Дубове листя символізує історичне правонаступництво Держспецзв'язку України від військових підрозділів урядового зв'язку Служби безпеки України, а калинове листя застосоване як національний рослинний символ. На одному кінці стрічки — зображення знака Княжої Держави Володимира Великого, на іншому — емблема Держспецзв'язку України на світло-бордовому тлі.
За значний внесок ІСЗЗІ КПІ ім. Ігоря Сікорського у розвиток освіти та підготовку висококваліфікованих фахівців у галузі спеціальних
інформаційно-телекомунікаційних систем та захисту інформації в інтересах держави, рішенням Кабінету Міністрів України від 20.12.2011 № 22496 колектив інституту був нагороджений Почесною грамотою Кабінету Міністрів України з врученням пам'ятного знаку.
Начальником інституту є відмінник освіти України, кандидат філософських наук, професор, бригадний генерал Пучков Олександр Олександрович.

## Структура ІСЗЗІ КПІ імені Ігоря Сікорського
- Спеціальна кафедра № 1 «Безпеки державних інформаційних ресурсів»
- Спеціальна кафедра № 2 «Управління та тактико-спеціальної підготовки»
- Спеціальна кафедра № 3 «Застосування засобів спеціальних телекомунікаційних систем»
- Спеціальна кафедра № 4 «Теоретичних основ експлуатації засобів спеціальних телекомунікаційних систем»
- Спеціальна кафедра № 5 «Застосування спеціальних автоматизованих інформаційних систем та технологій».